# Valentina Sidorova
Valentina Sidorova (ryska: Валентина Васильевна Сидорова), född 4 maj 1954 i Moskva, Ryssland, död 9 juni 2021 i Moskva, var en sovjetisk fäktare som tog OS-silver i damernas lagtävling i florett i samband med de olympiska fäktningstävlingarna 1980 i Moskva.